# Наташа Атлас
Наташа Атлас (на френски: Natacha Atlas) е белгийска певица, танцьорка и композиторка, известна със смесването на традиционни арабски и северноафрикански ритми със съвременна електронна музика.

## Биография
Наташа Атлас е родена на 20 март 1964 г. в Схарбек, Белгия, от майка англичанка, приела исляма, и баща с египетски, палестински и марокански корени. След раздялата на родителите си се мести да живее в Нортхамптън, Англия. Владее арабски, френски, английски и испански език.

## Творческа кариера
Започва кариерата си през 1991 г. в Белгия като певица и танцьорка в музикална група, изпълняваща салса. Запознава се с групата „Трансглобъл Ъндърграунд“, изпълняваща музика в смесица от западни и източни стилове. Наташа Атлас става техен основен вокал и танцьор.
Дори и в по-късната си самостоятелна кариера албумите ѝ са продуцирани от „Трансглобъл Ъндърграунд“. В стила си тя се фокусира върху близкоизточния си произход. Изпълнява и няколко кавъра на известни песни, като „I Put A Spell On You“ на Скриймин' Джей Хокинс и френската „Mon Amie La Rose“ на Франсоа Арди.
Взима участие и създаването на редица песни за филми, като например за „Небесно царство“ на Ридли Скот, корейския филм Bin-Jip на Ким-ки Дук и песента „Kidda“, включена в албума към видеоиграта „Grand Theft Auto“. В албума на Найджъл Кенеди East Meets East изпълнява великолепно традиционната сръбска песен „Айде Яно“.

## Дискография
- „Diaspora“ (1995)
- „Halim“ (1997)
- „Gedida“ (1999)
- „Ayeshteni“ (2001)
- „Foretold in the Language of Dreams“ (2002) (с Марк Ийгълтън)
- „Something Dangerous“ (2003)
- „The Best of Natacha Atlas“ (2005)
- „Mish Maoul“ (2006)
- „Ana Hina“ (2008)